# Liste der meistbesuchten Museen
Folgende Liste gibt einen Überblick über die meistbesuchten Museen der Welt zum letzten ermittelbaren Zeitpunkt. Die Liste erhält alle Museen mit über zwei Millionen Besuchern. Quellen sind hauptsächlich die Statistiken des britischen The Art Newspaper, der Museums-Index des Unternehmens Aecon und verschiedene offizielle Angaben.

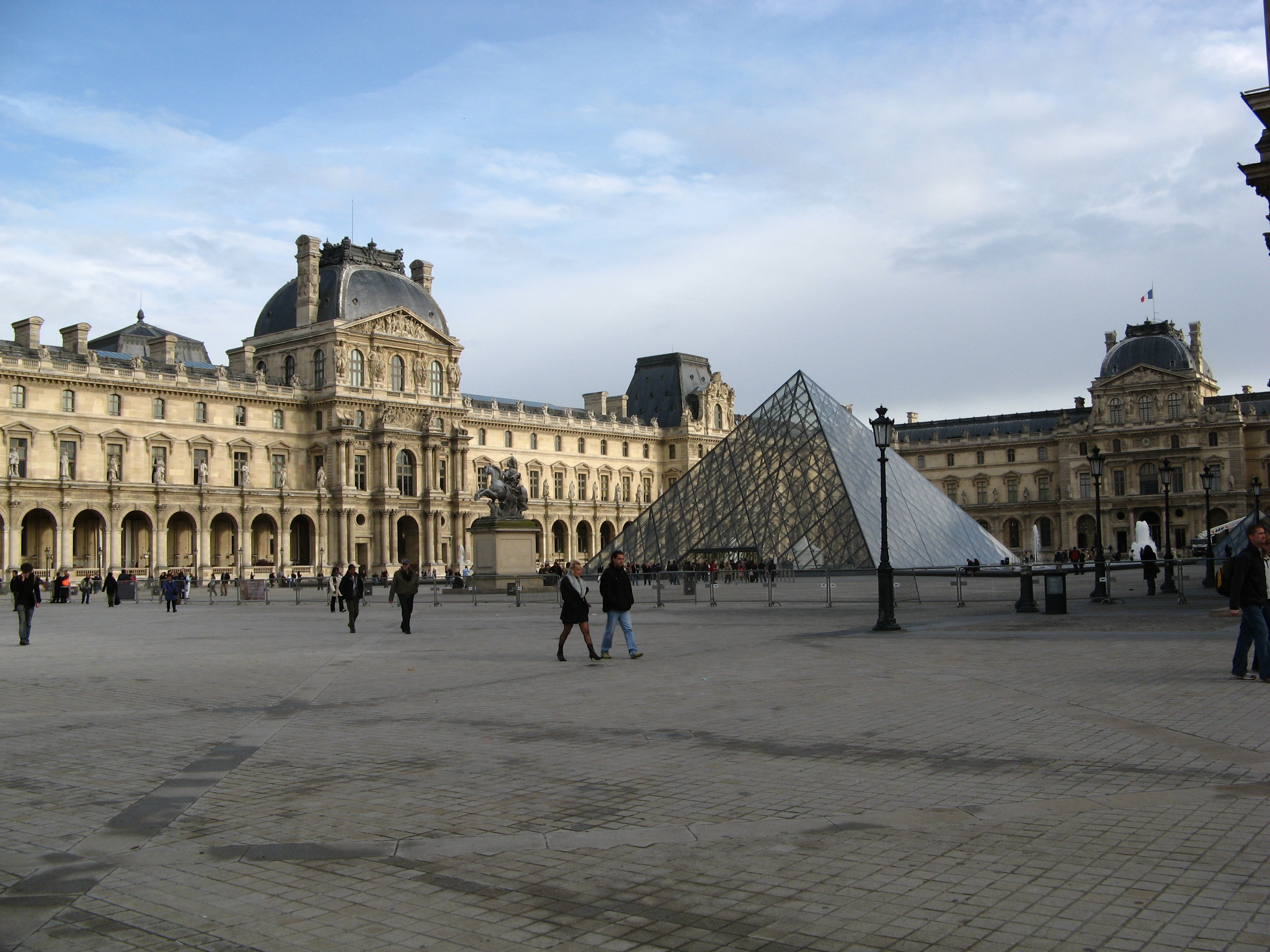
Musée du Louvre, Paris, Frankreich.

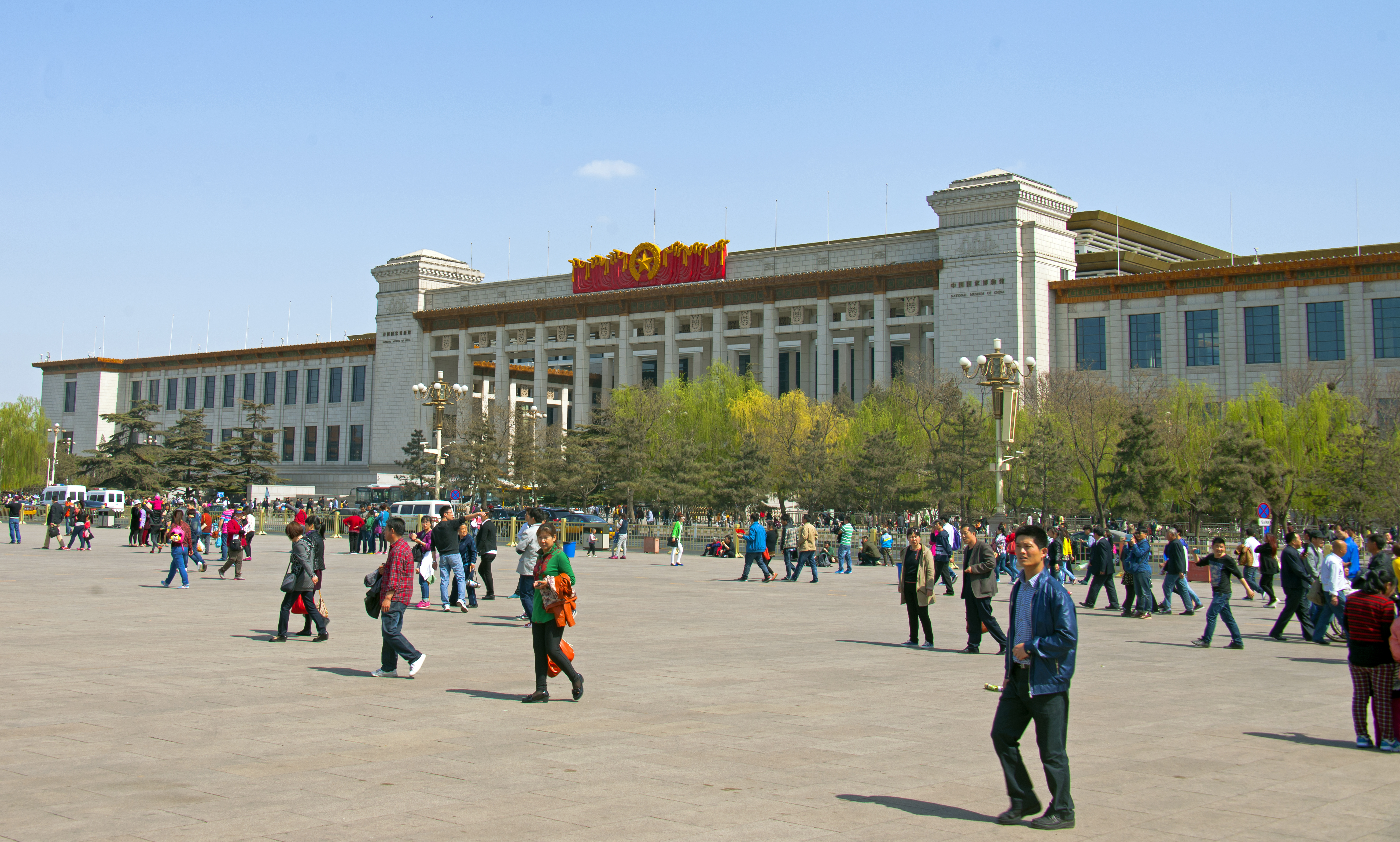
Chinesisches Nationalmuseum, Peking, China.

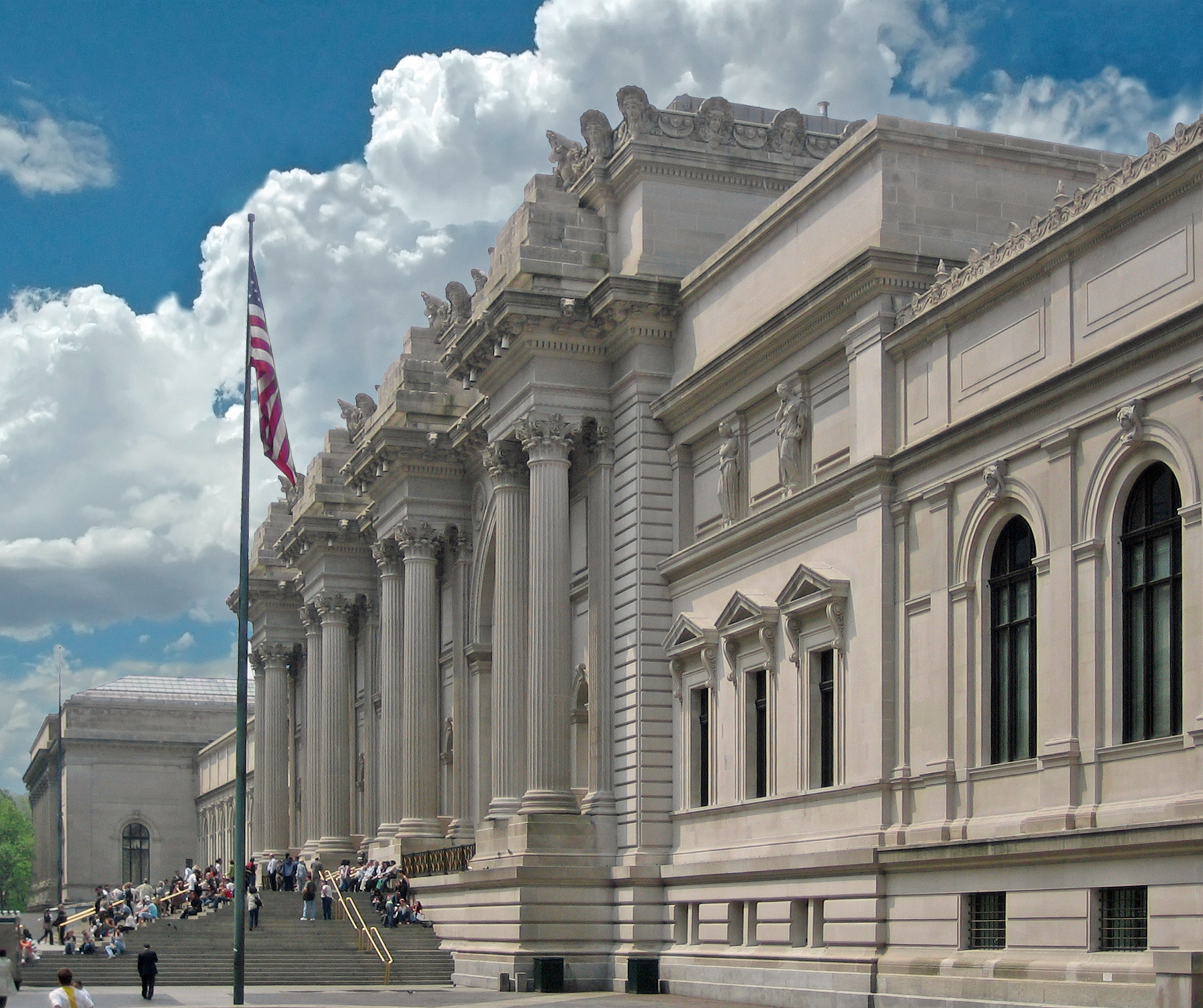
Metropolitan Museum of Art, New York City, USA.

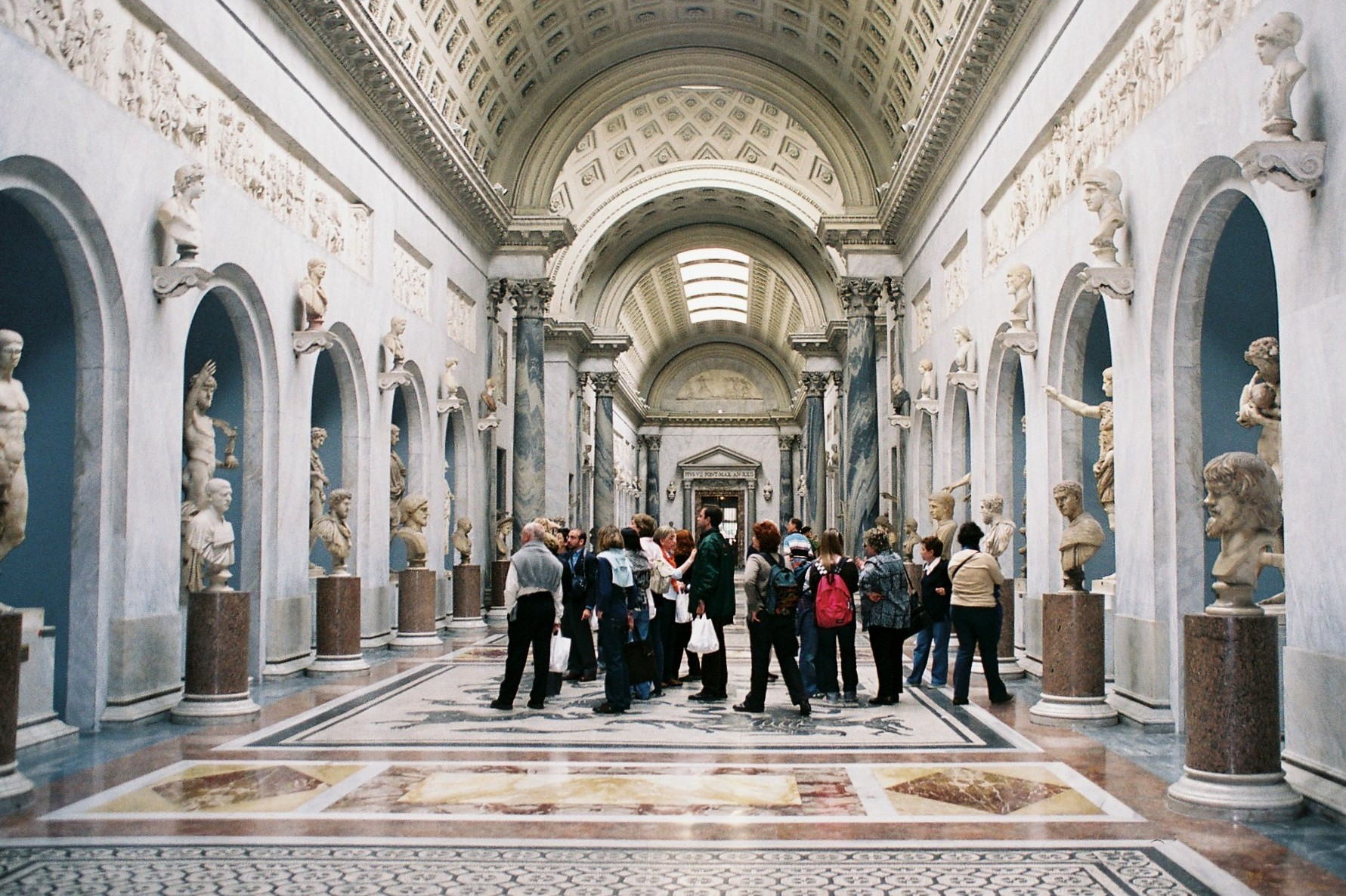
Vatikanmuseum, Vatikanstadt

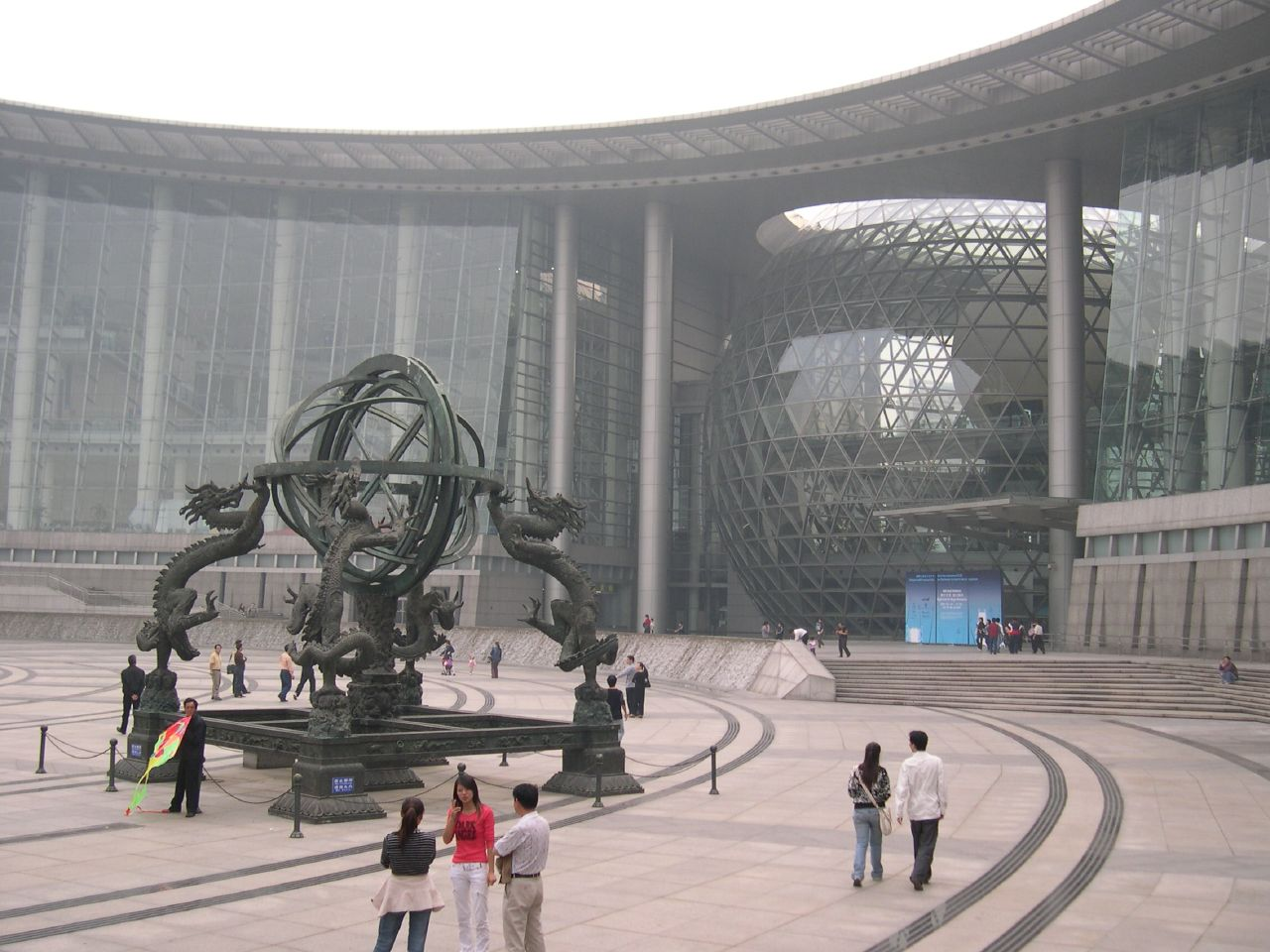
Shanghai Science and Technology Museum, Shanghai, China

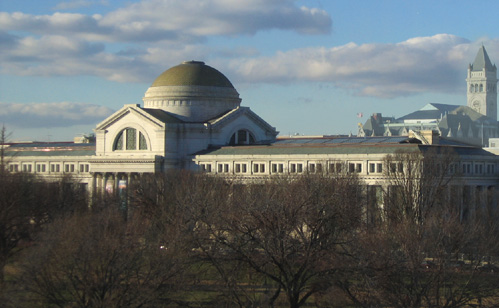
National Museum of Natural History, Washington, D.C., USA

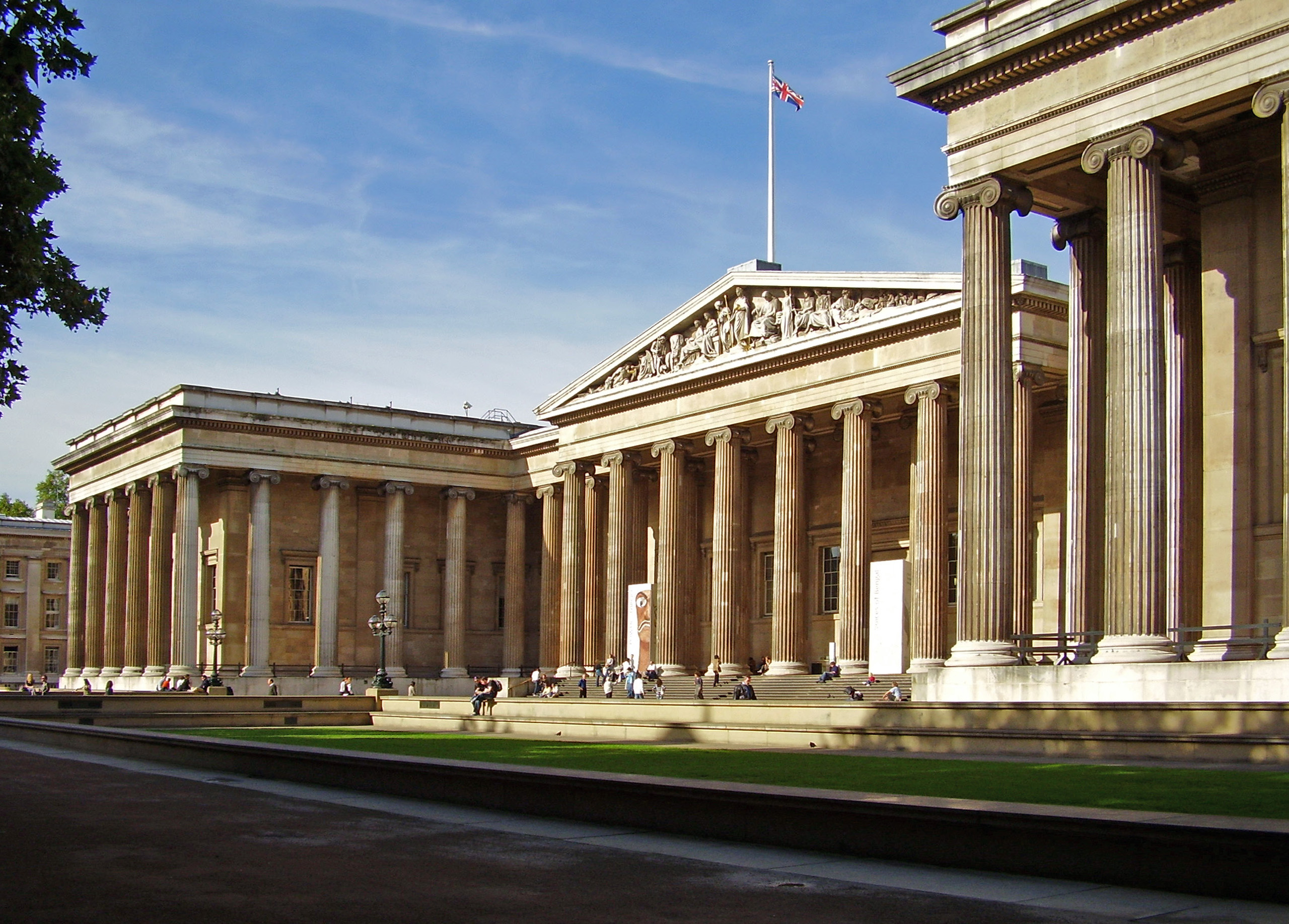
British Museum, London, Vereinigtes Königreich

## Liste
| Museum                                                  | Museum           | Museum                 | Museum    | Museum | Museum |
| Name                                                    | Stadt            | Land                   | Besucher  | Jahr   |        |
| ------------------------------------------------------- | ---------------- | ---------------------- | --------- | ------ | ------ |
| Louvre                                                  | Paris            | Frankreich             | 8.100.000 | 2017   |        |
| Chinesisches Nationalmuseum                             | Peking           | Volksrepublik China    | 8.062.625 | 2017   |        |
| National Air and Space Museum                           | Washington, D.C. | Vereinigte Staaten     | 7.000.000 | 2017   |        |
| Metropolitan Museum of Art                              | New York City    | Vereinigte Staaten     | 6.692.909 | 2017   |        |
| Vatikanmuseum                                           | Vatikanstadt     | Vatikanstadt           | 6.427.277 | 2017   |        |
| Wissenschafts- und Technikmuseum Shanghai               | Shanghai         | Volksrepublik China    | 6.421.000 | 2017   |        |
| National Museum of Natural History                      | Washington, D.C. | Vereinigte Staaten     | 6.000.000 | 2017   |        |
| British Museum                                          | London           | Vereinigtes Königreich | 5.906.716 | 2017   |        |
| Tate Modern                                             | London           | Vereinigtes Königreich | 5.656.004 | 2017   |        |
| National Gallery of Art                                 | Washington, D.C. | Vereinigte Staaten     | 5.232.000 | 2017   |        |
| National Gallery                                        | London           | Vereinigtes Königreich | 5.229.192 | 2017   |        |
| American Museum of Natural History                      | New York City    | Vereinigte Staaten     | 5.000.000 | 2017   |        |
| Nationales Palastmuseum                                 | Taipei           | Taiwan                 | 4.435.000 | 2017   |        |
| Natural History Museum                                  | London           | Vereinigtes Königreich | 4.435.000 | 2017   |        |
| Eremitage                                               | Sankt Petersburg | Russland               | 4.220.000 | 2017   |        |
| Chinesisches Museum für Wissenschaft und Technologie    | Peking           | Volksrepublik China    | 3.983.000 | 2017   |        |
| Museo Reina Sofía                                       | Madrid           | Spanien                | 3.897.000 | 2017   |        |
| National Museum of American History                     | Washington, D.C. | Vereinigte Staaten     | 3.800.000 | 2017   |        |
| Victoria and Albert Museum                              | London           | Vereinigtes Königreich | 3.789.748 | 2017   |        |
| Provinzmuseum Zhejiang                                  | Hangzhou         | Volksrepublik China    | 3.670.000 | 2017   |        |
| Koreanisches Nationalmuseum                             | Seoul            | Südkorea               | 3.476.606 | 2017   |        |
| Centre Pompidou                                         | Paris            | Frankreich             | 3.371.000 | 2017   |        |
| Provinzmuseum Gansu                                     | Lanzhou          | Volksrepublik China    | 3.350.000 | 2017   |        |
| Nanjing-Museum                                          | Nanjing          | Volksrepublik China    | 3.300.000 | 2017   |        |
| Science Museum                                          | London           | Vereinigtes Königreich | 3.251.000 | 2017   |        |
| Somerset House                                          | London           | Vereinigtes Königreich | 3.223.350 | 2017   |        |
| Musée d’Orsay                                           | Paris            | Frankreich             | 3.178.000 | 2017   |        |
| National September 11 Memorial and Museum               | New York City    | Vereinigte Staaten     | 3.100.000 | 2017   |        |
| Nationales Kunstzentrum Tokio                           | Tokio            | Japan                  | 2.987.000 | 2017   |        |
| Hagia Sophia                                            | Istanbul         | Türkei                 | 2.980.450 | 2018   |        |
| Museo del Prado                                         | Madrid           | Spanien                | 2.824.000 | 2017   |        |
| Chongqing Museum of Natural History                     | Chongqing        | Volksrepublik China    | 2.830.000 | 2017   |        |
| Museum of Modern Art                                    | New York City    | Vereinigte Staaten     | 2.750.000 | 2017   |        |
| Kunstmuseum der Präfektur Tokio                         | Tokio            | Japan                  | 2.723.955 | 2017   |        |
| National Folk Museum of Korea                           | Seoul            | Südkorea               | 2.714.000 | 2017   |        |
| Historisches Museum Shaanxi                             | Xi’an            | Volksrepublik China    | 2.713.465 | 2017   |        |
| Royal Museums Greenwich                                 | London           | Vereinigtes Königreich | 2.607.099 | 2017   |        |
| Nationalmuseum der Naturwissenschaften                  | Tokio            | Japan                  | 2.600.000 | 2017   |        |
| Chongqing Museum für Wissenschaft und Technologie       | Chongqing        | Volksrepublik China    | 2.560.000 | 2017   |        |
| China Art Museum                                        | Shanghai         | Volksrepublik China    | 2.550.000 | 2017   |        |
| National Gallery of Victoria                            | Melbourne        | Australien             | 2.522.696 | 2017   |        |
| Russisches Museum                                       | Sankt Petersburg | Russland               | 2.528.550 | 2016   |        |
| Mevlana-Museum                                          | Konya            | Türkei                 | 2.500.000 | 2017   |        |
| Cité des sciences et de l’industrie                     | Paris            | Frankreich             | 2.439.000 | 2017   |        |
| National Museum of African American History and Culture | Washington, D.C. | Vereinigte Staaten     | 2.400.000 | 2017   |        |
| Smithsonian American Art Museum                         | Washington, D.C. | Vereinigte Staaten     | 2.363.090 | 2017   |        |
| Nationalmuseum für Anthropologie                        | Mexiko-Stadt     | Mexiko                 | 2.336.115 | 2017   |        |
| Houston Museum of Natural Science                       | Houston          | Vereinigte Staaten     | 2.295.000 | 2017   |        |
| Galleria degli Uffizi                                   | Florenz          | Italien                | 2.200.000 | 2017   |        |
| National Museum of Scotland                             | Edinburgh        | Vereinigtes Königreich | 2.165.601 | 2017   |        |
| Rijksmuseum                                             | Amsterdam        | Niederlande            | 2.160.000 | 2017   |        |
| Nationalmuseum für Geschichte                           | Mexiko-Stadt     | Mexiko                 | 2.135.465 | 2017   |        |
| Three Gorges Museum                                     | Chongqing        | Volksrepublik China    | 2.112.000 | 2017   |        |
| Shanghai-Museum                                         | Shanghai         | Volksrepublik China    | 2.109.200 | 2017   |        |
| California Science Center                               | Los Angeles      | Vereinigte Staaten     | 2.106.000 | 2017   |        |
| Staatliches Museum Auschwitz-Birkenau                   | Oświęcim         | Polen                  | 2.100.000 | 2017   |        |
| Van Gogh Museum                                         | Amsterdam        | Niederlande            | 2.100.000 | 2017   |        |
| Tretjakow-Galerie                                       | Moskau           | Russland               | 2.024.000 | 2017   |        |